# Unidad de obra
Unidad de obra es la parte de una obra civil que se mide y valora en forma independiente o agrupación de partes de la obra, que se valoran en función de una misma unidad de medida. 
Por ejemplo: Unidad de obra pueden ser los m² de tabiques en una vivienda, donde se incluye en su precio como unidad de obra, el precio de los ladrillos, el mortero, la mano de obra, elementos auxiliares, etc.